# Llista de premis de The Offspring

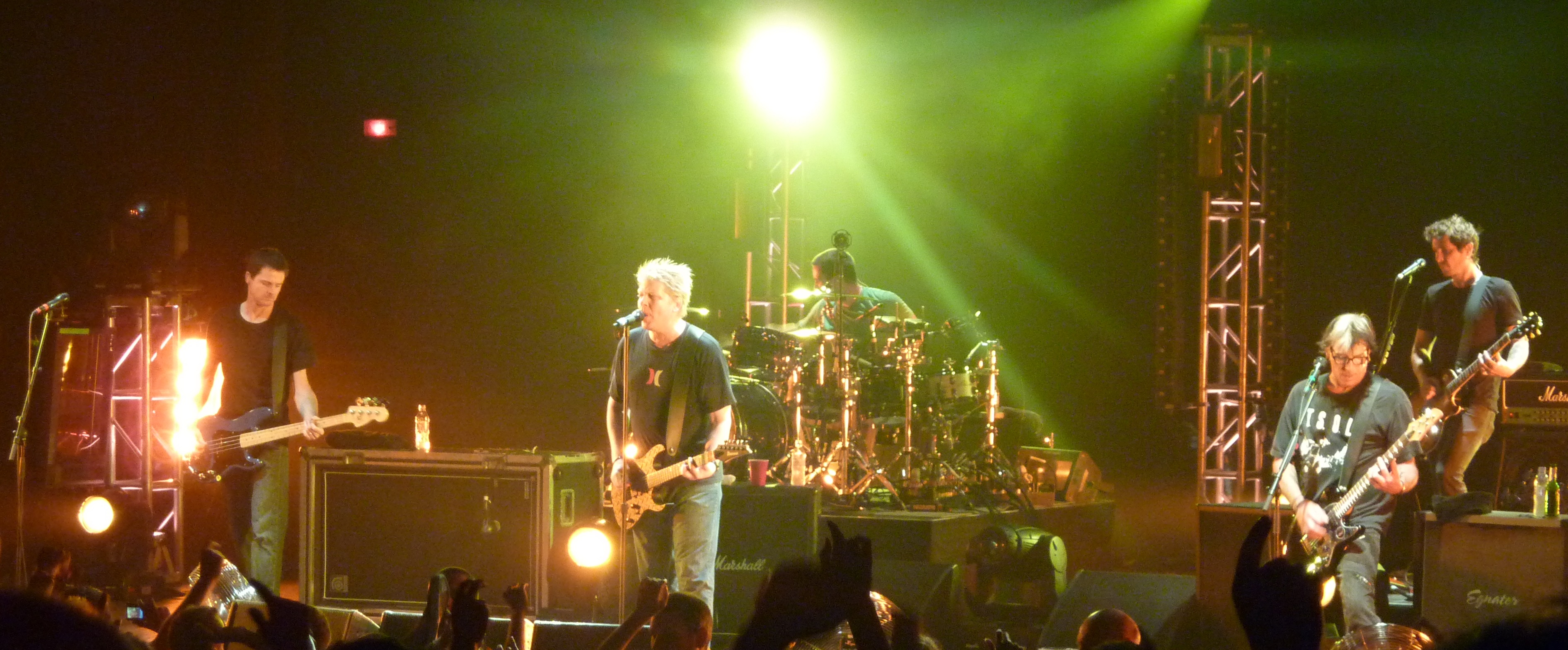
The Offspring a Londres (2009)

Llista dels premis i nominacions rebuts per la banda de música The Offspring. Aquesta banda californiana de punk rock i skate punk es va crear l'any 1984 a Huntington Beach (Estats Units). Està formada per actualment per Dexter Holland, Greg K., Noodles i Pete Parada. En la seva trajectòria han publicat un total de nou àlbums d'estudi acompanyats d'altres compilacions, EPs i àlbums de vídeos.

## Resum
| Premis                  | Guanyats | Nominacions |
| ----------------------- | -------- | ----------- |
| Billboard Music Awards  | 1        | 1           |
| MTV Europe Music Awards | 1        | 3           |
| MTV Video Music Awards  | 0        | 1           |

## Billboard Music Awards
Els premis Billboard Music Awards són lliurats anualment per la revista Billboard Magazine. The Offspring ha estat guardonat amb un premi en l'única nominació rebuda.
| Any  | Categoria           | Treball             | Resultat  |
| ---- | ------------------- | ------------------- | --------- |
| 1994 | Cançons rock modern | "Come Out and Play" | Guanyador |

## MTV Europe Music Awards
Els premis MTV Europe Music Awards són lliurats anualment pel canal MTV Europe a la música europea. The Offspring ha estat guardonat amb un premi de tres nominacions.
| Any  | Categoria              | Treball       | Resultat   |
| ---- | ---------------------- | ------------- | ---------- |
| 1999 | Millor grup            | The Offspring | Nominat    |
| 1999 | Millor artista de rock | The Offspring | Guanyadors |
| 1999 | Millor àlbum           | Americana     | Nominat    |

## MTV Video Music Awards
Els premis MTV Video Music Awards són lliurats anualment pel canal MTV als millors vídeos musicals. The Offspring ha estat nominat en una ocasió sense premi.
| Any  | Categoria                | Treball                        | Resultat |
| ---- | ------------------------ | ------------------------------ | -------- |
| 1999 | Millor videoclip de rock | "Pretty Fly (for a White Guy)" | Nominat  |